# NGC 6512
NGC 6512 is een elliptisch sterrenstelsel in het sterrenbeeld Draak. Het hemelobject werd op 27 oktober 1861 ontdekt door de Duits-Deense astronoom Heinrich Louis d'Arrest.

## Synoniemen
- MCG 10-25-115
- ZWG 300.93
- NPM1G +62.0226
- PGC 61089